# 水石書店
水石書店（英語：Waterstones，原稱：Waterstone's）是一家英國連鎖書店，由蒂姆·水石創立于1982年，1993年被WHSmith收購。1998年被水石和EMI及Advent International買下，由HMV運營。 2011年5月又被俄羅斯商人亞歷山大·馬穆特所持有的A&NN資本基金管理（A&NN Capital Fund Management）買下。
除去水石這一品牌之外，水石書店還管理著倫敦書店“Hatchards”和愛爾蘭書店“Hodges Figgis”。每家水石書店約有3万本書在售，一些店中有咖啡店提供休閒。

## 外部連結
- 官方网站
- Waterstones on Twitter （页面存档备份，存于）
- Waterstones on Facebook （页面存档备份，存于）
- Rainbow Trust Children's Charity （页面存档备份，存于）